# Katedrála Panny Marie Nanebevzaté a svatého Kania
Katedrála Panny Marie Nanebevzaté a svatého Kania (italsky: Duomo di Acerenza, Cattedrale di Santa Maria Assunta e San Canio) je hlavní chrám acerenzské arcidiecéze.

## Historie
Acerenzská diecéze byla zřízena v 5. století, avšak současná románská katedrála byla postavena v 11. století, a to pod vedením arcibiskupa Arnalda z Cluny. Kostel byl postaven na místě pohanského chrámu zasvěceného Héraklovi.
Má půdorys latinského kříže a tři lodě, končící ve zvýšeném presbytáři, za nímž je apsida a tři kaple.
Roku 1524 byla vybudována v katedrále krypta, kde jsou uloženy ostatky svatého Kania. Roku 1555 byla ke katedrále přistavěna zvonice.
Interiér je vyzdoben různými zoomorfickými a květinovými řezbami v clunyjském stylu.